# Теодор Беркельманн
Теодор Фрідріх Вільгельм Герман «Тео» Беркельманн (нім. Theodor Friedrich Wilhelm Hermann "Theo" Berkelmann; 17 квітня 1894, Занкт-Матінсбанн — 27 грудня 1943, Позен) — німецький офіцер, обергрупенфюрер СС і генерал поліції (30 січня 1942).

## Біографія
В жовтні 1913 року вступив в армію. Учасник Першої світової війни. В 1919 році демобілізований і вступив в Добровольчий корпус. В травні 1929 року вступив у НСДАП (квиток № 128 245), 15 червня 1931 року — в СА, 1 березня 1932 року — в СС (посвідчення №6019). В 1930-31 роках займався сільським господарством в Канаді. З 6 березня 1932 року — ад'ютант рейхсфюрера СС. З 1 жовтня 1932 року o начальник штабу групи СС «Північ». В квітні 1936 року обраний депутатом Рейхстагу. З 28 червня 1936 року — командир оберабшніта СС «Ельба», а з 1938 року — одночасно вищий керівник СС і поліції «Ельба». 20 квітня 1940 року переведений на аналогічну посаду в Вестмарк, а 10 грудня 1941 року — на Рейн. З 11 вересня 1943 року — вищий керівник СС і поліції «Варта» зі штаб-квартирою в Позені. Одночасно з 9 листопада 1943 року командував оберабшнітом СС «Варта». Помер від раку мозку.

## Нагороди
- Залізний хрест 2-го і 1-го класу
- Нагрудний знак «За поранення» в чорному
- Почесний кут старих бійців
- Почесний хрест ветерана війни з мечами
- Кільце «Мертва голова»
- Почесна шпага рейхсфюрера СС
- Золотий партійний знак НСДАП
- Медаль «У пам'ять 13 березня 1938 року»
- Медаль «У пам'ять 1 жовтня 1938»
- Медаль «За вислугу років у НСДАП» в бронзі та сріблі (15 років)
- Медаль «За вислугу років у СС» 4-го, 3-го і 2-го класу (12 років)
- Хрест Воєнних заслуг 2-го і 1-го класу з мечами